# Sống núi Chagos-Laccadive

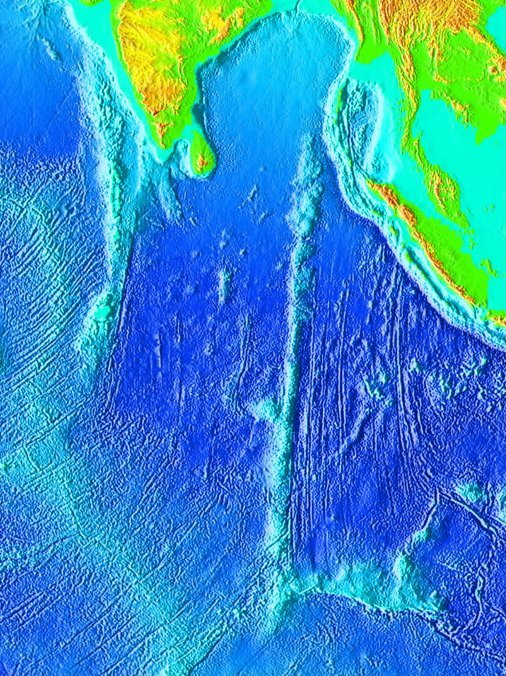
Sống Chagos-Laccadive ở mé trái và sống núi 90°Đ giữa bức hình.

Sống núi Chagos-Laccadive, còn gọi là cao nguyên Chagos-Laccadive, là một sống núi lửa và cao nguyên ngầm kéo dài từ trung đến bắc Ấn Độ Dương.
Sống Chagos-Laccadive kéo dài 2350 km về phía bắc, từ 9°N ở cực bắc quần đảo Chagos đến 14°B tại bãi Adas. Những cụm đảo Chagos, Maldives và Lakshadweep là những phần trồi trên mặt nước của sống Chagos-Laccadive.
Sống núi Chagos-Laccadive sinh ra nhờ điểm nóng núi lửa Réunion cùng với phần nam của cao nguyên Mascarene. Cả hai là dãy núi lửa của điểm nóng Réunion.